# Johann Jakob Baier
Pour les articles homonymes, voir Baier.
Johann Jakob Baier (14 juin 1677, Iéna – 14 juillet 1735, Altdorf bei Nürnberg), naturaliste allemand.

## Biographie
Baier exerça la médecine à Halle, Nuremberg, Ratisbonne, Iéna, et fut professeur de cette science à Altdorf. Le médecin Ferdinand Jakob Baier (1707-1788) est son fils.

## Publications
Voir aussi une liste de ses publications disponibles sur archive.org.
- [1708] (la) Oryctographia Norica Sive Rerum Fossilium Et Ad Minerale Regnum Pertinentium in Territorio Norimbergensi Eiusque Vicinia Observatorum Succincta Descriptio Cum Supplementis (suivi de Monumenta Rerum Petrificatarum Praecipua Oryctographiae Noricae supplementi Loco Iungenda, 1757, 11 p.), Nuremberg, 1708 (réimpr. 1758), 8 pl. + 65, sur books.google.fr (lire en ligne) ; description des fossiles et des minéraux du territoire de Nuremberg.
- [1728] (la) Biographiae professorum medicinae, qui in Academia Altofina unquam vixerunt, 1728, 195 p., sur archive.org (ISBN 1236167449, lire en ligne).